# Furcsa háború
| 0. Lengyel–ukrán háború                                  | 1918. | 11. 01. - 1919. 07. 18.  |
| 1. Versailles-i békeszerződés                            | 1919. |                          |
| 2. Lengyel–szovjet háború                                | 1919. | 02. 14. - 1921. 03. 18.  |
| 3. Trianoni békeszerződés                                | 1920. |                          |
| 4. Rapallói egyezmény                                    | 1920. | november 12.             |
| 5. Francia–lengyel katonai szövetség (en)                | 1921. | február 16.              |
| 6. Rigai béke (en)                                       | 1921. | március 18.              |
| 7. Menetelés Rómába                                      | 1922. | október 28 - 29.         |
| 8. Korfui összetűzés (olasz-görög) (en)                  | 1923. | aug. - szept.            |
| 9. Müncheni sörpuccs                                     | 1923. | november 8.              |
| 10. A Ruhr-vidék francia–belga megszállása (en)          | 1923. | - 1925.                  |
| 11. Libia megszállása - Második olasz–líbiai háború (en) | 1923. | - 1932.                  |
| 12. Mein Kampf (Harcom) megjelenése                      | 1925. |                          |
| 13. Dawes-terv (en)                                      | 1924. |                          |
| 14. Locarnói egyezmény                                   | 1925. | december 01.             |
| 15. Young-terv (en)                                      | 1929. |                          |
| 16. Nagy gazdasági világválság                           | 1929. | október 24. – 1941.      |
| 17. Mandzsúria japán lerohanása (en)                     | 1931. | 09. 18. - 1932. 02. 26.  |
| 18. Mandzsukuo megszállása                               | 1931  | – 1942.                  |
| 19. Sanghaj-i január 28-i összetűzés (en)                | 1932. | 01. 28. – 03. 03.        |
| 20. Szovjet–lengyel megnemtámadási egyezmény             | 1932. | július 25.               |
| 21. Genfi leszerelési világértekezlet (en)               | 1932. | 02.02. - 1934.06.11.     |
| 22. Első hopeji hadjárat/A nagy fal védelme (en)         | 1933. | 01.01 - 05.31.           |
| 23. Belső-mongóliai hadjárat (en)                        | 1933. | - 1936.                  |
| 24. Hitler lesz a kormányfő és az államfő is egyben      | 1933. | - 1934.                  |
| 25. A tanggui fegyverszünet (en)                         | 1933. | május 31.                |
| 26. Németország újrafelfegyverzése elindul (en)          | 1933. | július 12.               |
| 27. Olasz–szovjet egyezmény (en)                         | 1933. | szeptember 2.            |
| 28. Belső-mongóliai hadjárat (en)                        | 1933. | ápr.- 1936. dec.         |
| 29. Németország elhagyta a leszerelési értekezletet (en) | 1933. | október 14.              |
| 30. Németország kilép a Nemzetek Szövetségéből (en)      | 1933. | okt. 19. - nov. 12.      |
| 31. Német–lengyel megnemtámadási egyezmény               | 1934. | január 26.               |
| 32. A Saar-vidéki népszavazás/visszatérés Németországhoz | 1935. | január 13.               |
| 33. Kötelező sorozás kezdődik Németországban újra (en)   | 1935. | március 16.              |
| 34. Francia–szovjet segítségnyújtási szerződés (en)      | 1935. | május 2.                 |
| 35. Szovjet–csehszlovák segítségnyújtási szerződés (en)  | 1935. | május 16.                |
| 36. He-Umezu egyezmény (en)                              | 1935. | 06. 10. - 1937. 07. 07.  |
| 37. Angol–német tengerészeti egyezmény (en)              | 1935. | június 18.               |
| 38. December 9-i megmozdulások Pekingben (en)            | 1935. | december 9.              |
| 39. Második olasz–etióp háború (abesszíniai háború)      | 1935. | 10. 3.- 1937. 02. 19.    |
| 40. A Rajna-vidéki bevonulás (en)                        | 1936. | március 7.               |
| 41. Spanyol polgárháború kezdete                         | 1936. | júl. 17. - 1939. ápr. 1. |
| 42. A Berlin–Róma-tengely (német–olasz egyezmény)        | 1936. | október 27.              |
| 43. Antikomintern paktum                                 | 1936. | november 25.             |
| 44. Suiyuan hadjárat (en)                                | 1936. | október - november       |
| 45. Hsziani válság (en)                                  | 1936. | december 12-26.          |
| 46. Második kínai–japán háború                           | 1937. | - 1945.                  |
| 47. A USS Panay-incidens (en)                            | 1937. | december 12.             |
| 48. Ausztria bekebelezése (Anschluss)                    | 1938. | március 12.              |
| 49. Májusi válság (német–cseh határ) (en)                | 1938. | május 19 - 23.           |
| 50. Haszan-tavi csata/Csangkufengi összecsapás           | 1938. | júl. 29. - aug. 11.      |
| 51. Német–csehszlovák kisháború (Ordnersgruppe) (en)     | 1938. | szeptember 16 - 17.      |
| 52. Müncheni egyezmény                                   | 1938. | szeptember 29.           |
| 53. A Szudéta-vidék Birodalomhoz csatolása (en)          | 1938. | október 01 - 10.         |
| 54. Első bécsi döntés                                    | 1938. | november 02.             |
| 55. A Szlovák Köztársaság kikiáltása                     | 1939. | március 14.              |
| 56. Csehszlovákia német megszállása (en)                 | 1939. | március 15.              |
| 57. Litvánia náci megfenyegetése, Memel elcsatolása (en) | 1939. | március 20 - 22.         |
| 58. Magyar–szlovák kis háború                            | 1939. | március 23 - 31.         |
| 59. A spanyol polgárháború végső hadműveletei (en)       | 1939. | március 26. - április 1. |
| 60. Danzigi válság (en)                                  | 1939. | március - augusztus      |
| 61. Angol függetlenségi garancia Lengyelországnak (en)   | 1939. | március 31.              |
| 62. Albánia olasz lerohanása (en)                        | 1939. | április 7-12.            |
| 63. Szovjet–angol–francia tárgyalások Moszkvában (en)    | 1939. | ápr. 15.- aug. 21.       |
| 64. Német–olasz barátsági és katonai szerződés           | 1939. | május                    |
| 65. Halhín-goli csata                                    | 1939. | május - szeptember       |
| 66. Molotov–Ribbentrop szerződés                         | 1939. | augusztus 23.            |
| 67. Lengyelország német lerohanása                       | 1939. | szept. 1. - okt. 6.      |

A furcsa háború kifejezést (németül: Sitzkrieg, ez magyarul ülőháborút jelent; angolul phoney war) a második világháború korai szakaszában, 1939. szeptember 3. és 1940. május 10. közötti helyzet leírására használták. Bár szeptember 3-án Nagy-Britannia és Franciaország hadat üzent Németországnak, tényleges harci cselekmények ezen a frontvonalon a Hollandia, Belgium és Luxemburg elleni német támadásig nem történtek, és csak kisebb harccselekmények zajlottak a tengereken és a levegőben.
A kortársak körében használták még a twilight war (alkonyati háború, Winston Churchill), bore war (szójáték az angol boer war, azaz búr háború kifejezésre, jelentése unalmas háború), dziwna wojna (lengyelül ’furcsa háború’) és drôle de guerre (franciául ’furcsa háború’) elnevezéseket is.
Az angol phoney war elnevezést feltehetően az amerikai William Borah szenátor használta először, amikor 1939 szeptemberében kijelentette: „valami nem stimmel ezzel a háborúval” ("There is something phoney about this war").

## Előzmények

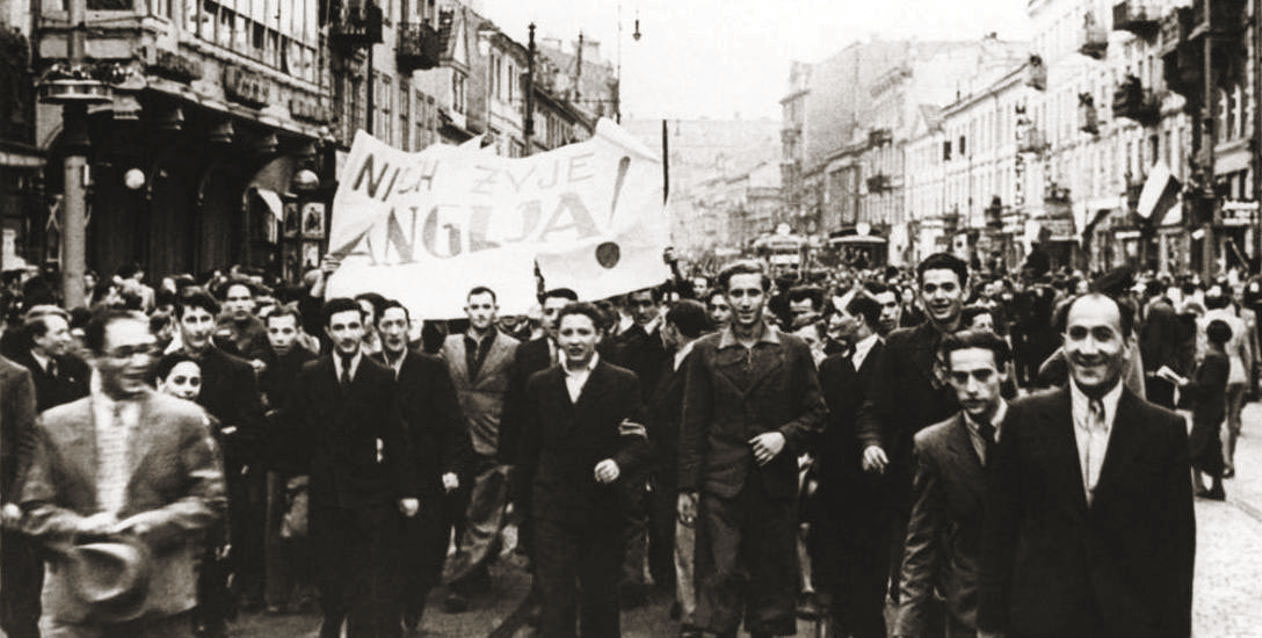
Varsóiak örömmel demonstrálnak a brit nagykövetség előtt, miután a britek bejelentették a hadiállapotot a náci Németországgal

Nagy-Britannia és Franciaország már korábban megállapodtak, hogy Lengyelországot nem hagyják Csehország sorsára jutni, erre a háború előtt megkötött brit–lengyel és a francia–lengyel védelmi szerződések is kötelezték őket.
1939. szeptember 2-án a Lengyelország elleni német támadás után a szövetségesek 24 órás ultimátumot küldtek Németországnak, amelyben a hadműveletek leállítását és a tárgyalások felvételét követelték. Mivel ez nem valósult meg, ezért szeptember 3-án Anglia és Franciaország is hadat üzent Németországnak. A szövetségesek azonban vonakodtak támadást indítani a szárazföldön, és a támadás helyett védekezési stratégiát dolgoztak ki.
A szárazföldi harccselekmények hiánya mellett mind Nagy-Britannia, mind Franciaország sietve kezdték felfegyverezni hadseregeiket, kiegészítve saját hadiiparuk termelését az Egyesült Államokból kedvezményesen vásárolt fegyverzettel.

## Háború csaták nélkül
A franciák a 30-as évek elején kiépített, összesen 350 kilométer hosszú erődrendszerre, a Maginot-vonalra támaszkodva rendezték be a frontvonalat, míg a kontinensre szállított Brit Expedíciós Haderő lövészárokrendszert épített ki. Közel 110 brit és francia hadosztály szállta meg a Maginot-vonalat, velük szemben összesen 23 német hadosztály védte a Siegfried-vonalat.
A Brit Királyi Légierő is kezdetben csak felderítő repüléseket hajtott végre a német területek felett, illetve számos propagandanyomtatványt szórtak le a német lakosságnak, amit a brit sajtó gúnyosan "Pamphlet raids" ("röplaptámadás") vagy "Confetti War" ("konfettiháború") néven emlegetett.
A tengeren eközben már szinte a hadüzenet utáni órákban megindultak az összecsapások: szeptember 3-án a brit SS Athenia utasszállító hajót torpedótalálat érte a Hebridák közelében és 112 személy halt meg a hajó elsüllyedése után. Szeptember 4-én a szövetségesek bejelentették, kereskedelmi embargót vezetnek be Németország ellen, hogy megakadályozzák az élelmiszerek és a háború folytatásához szükséges nyersanyagok bejutását.

## Saar-hadjárat
Az 1922-ben megkötött francia–lengyel védelmi szerződés értelmében a francia haderő a mozgósítás elrendelésétől számított három napon belül felkészül a támadásra, felderíti a német védelmet és 15 nap múlva megindítja a támadást Németország ellen. A franciák augusztus 26-án kezdték meg a részleges és szeptember 1-jén a teljes mozgósítást, szeptember 3-án pedig hadat üzentek Németországnak.
A Saar-offenzíva néven ismert támadásra szeptember 7-én, a hadüzenettől számított negyedik napon került sor: 11 francia hadosztály indított támadást egy kb. 32 km széles fronton Saarbrücken térségében, gyenge német ellenállás mellett. A francia hadsereg kb. 8 km mélyen benyomult Németország területére és elfoglalt 20 falut, amelyet a németek már korábban kiürítettek. Az előrenyomulást azonban a francia hadvezetés leállította, amikor elfoglalták a Warndt erdőt, ahol a németek aknazárat létesítettek.
A teljes támadást összesen 40 francia hadosztálynak kellett volna végrehajtani, beleértve egy páncélozott és három gépesített hadosztályt, 78 tüzérezredet és 40 harckocsi-zászlóaljat. Ezek bevetésére azonban sosem került sor. Szeptember 12-én Abbeville városban összeült a legfelsőbb brit-francia főparancsnokság (Anglo French Supreme War Council), ahol eldöntötték, hogy azonnali hatállyal leállítják a támadó hadműveletet és védekezésre rendezkednek be (a franciák követelésére). Maurice Gamelin tábornok előbb utasította katonáit, hogy a Siegfried-vonaltól legalább 1 km távolságban álljanak meg, majd a következő napon utasítást adott, hogy térjenek vissza kiindulási állásaikba.

## Következmények
Noha Franciaország és az időközben odaérkező brit expedíciós hadsereg fegyverzetüket és létszámukat tekintve fölényben voltak a németekhez képest, mégsem indítottak támadást, lehetővé téve ezzel a Wehrmacht gyors győzelmét Lengyelországban.
A téli háború kitörése után a szövetségesek nyíltan megvitatták, hogy a tenger felől támadást indítanak Skandinávia északi részén – a háborúban semleges Norvégia és Svédország beleegyezése nélkül. A németek féltek attól, hogy a szövetséges támadás következtében elvesztik a Svédország északi részén található vasércbányákat és megelőző támadásra szánták el magukat. Az Unternehmen Weserübung fedőnevű hadjáratot 1940. április 9-én indították, előbb Dánia, majd később Norvégia ellen.
Április 14-én ugyan a szövetséges csapatok partra szálltak Norvégiában, de április végére Norvégia déli része német kézre került, majd folytatódó harcok után Norvégia északi részét is feladták a szövetségesek – részben az időközben megindított franciaországi hadjárat hatására, majd a norvég csapatok is letették a fegyvert június 9-én.